# Kamerun az 1972. évi nyári olimpiai játékokon
Kamerun az NSZK-beli Münchenben megrendezett 1972. évi nyári olimpiai játékok egyik részt vevő nemzete volt. Az országot az olimpián 3 sportágban 11 sportoló képviselte, akik érmet nem szereztek.

## Atlétika
Férfi
| Versenyző     | Versenyszám    | Előfutam | Előfutam | Előfutam | Negyeddöntő | Negyeddöntő | Negyeddöntő | Elődöntő | Elődöntő | Elődöntő | Döntő   | Döntő    |
| Versenyző     | Versenyszám    | Idő      | Hely.    | Össz.    | Idő         | Hely.       | Össz.       | Idő      | Hely.    | Össz.    | Idő     | Helyezés |
| ------------- | -------------- | -------- | -------- | -------- | ----------- | ----------- | ----------- | -------- | -------- | -------- | ------- | -------- |
| Gaston Malam  | 100 m          | 10,88    | 5.       | 61.      | kiesett     | kiesett     | kiesett     | kiesett  | kiesett  | kiesett  | kiesett | kiesett  |
| Gaston Malam  | 200 m          | 21,71    | 6.       | 41.      | kiesett     | kiesett     | kiesett     | kiesett  | kiesett  | kiesett  | kiesett | kiesett  |
| Esaie Fongang | 1500 m         | 3:54,5   | 9.       | 58.      |             |             |             | kiesett  | kiesett  | kiesett  | kiesett | kiesett  |
| Esaie Fongang | 10 000 m       | 31:32,6  | 13.      | 44.      |             |             |             |          |          |          | kiesett | kiesett  |
| Esau Adenji   | 5000 m         | 15:19,6  | 10.      | 57.      |             |             |             |          |          |          | kiesett | kiesett  |
| Esau Adenji   | 3000 m akadály | 9:34,4   | 11.      | 48.      |             |             |             |          |          |          | kiesett | kiesett  |

| Versenyző     | Versenyszám | Selejtező | Selejtező | Döntő    | Döntő    |
| Versenyző     | Versenyszám | Eredmény  | Helyezés  | Eredmény | Helyezés |
| ------------- | ----------- | --------- | --------- | -------- | -------- |
| Hamadou Evelé | Magasugrás  | 190 cm    | 39.       | kiesett  | kiesett  |

## Kerékpározás

### Országúti kerékpározás
| Versenyző                                                    | Versenyszám     | Idő              | Helyezés      |
| ------------------------------------------------------------ | --------------- | ---------------- | ------------- |
| Jean Bernard Djambou                                         | Mezőnyverseny   | nem ért célba    | nem ért célba |
| Joseph Evouna                                                | Mezőnyverseny   | nem ért célba    | nem ért célba |
| Joseph Kono                                                  | Mezőnyverseny   | nem ért célba    | nem ért célba |
| Nicolas Owona                                                | Mezőnyverseny   | nem ért célba    | nem ért célba |
| Jean Bernard Djambou Joseph Evouna Joseph Kono Nicolas Owona | Csapat időfutam | 2:40:10 (+28:53) | 33.           |

## Ökölvívás
| Versenyző         | Versenyszám | Selejtező                 | 32-es főtábla                | Nyolcaddöntő              | Negyeddöntő       | Elődöntő          | Döntő             | Helyezés |
| Versenyző         | Versenyszám | Ellenfél Eredmény         | Ellenfél Eredmény            | Ellenfél Eredmény         | Ellenfél Eredmény | Ellenfél Eredmény | Ellenfél Eredmény | Helyezés |
| ----------------- | ----------- | ------------------------- | ---------------------------- | ------------------------- | ----------------- | ----------------- | ----------------- | -------- |
| David Oleme       | Harmatsúly  | erőnyerő                  | Buyangiin Ganbat (MGL) · 0-5 | kiesett                   | kiesett           | kiesett           | kiesett           | 17.      |
| Emmanuel Eloundou | Pehelysúly  | José Baptista (VEN) · 0-5 | kiesett                      | kiesett                   | kiesett           | kiesett           | kiesett           | 33.      |
| Jean Bassomben    | Nehézsúly   |                           |                              | Hasse Thomsén (SWE) · 1-4 | kiesett           | kiesett           | kiesett           | 9.       |